# A Sharp

A# (сокр. от Ada Sharp .NET) (произносится эй-шарп) — портированная версия языка программирования Ада на платформу Microsoft .NET. A# свободно распространяется кафедрой информатики Военно-воздушной академии США как вклад в развитие Ада-сообщества. Распространение происходит на условиях GNU General Public License.

## Компиляторы
Ada Sharp основывается на довольно известном компиляторе GNAT, помимо которого поддерживается MGNAT, компилирующий исходный код на языке Ада в MSIL-код. Также существует MSIL2Ada, создающий набор Ада-спецификаций из MSIL-файла. Подобное преобразование требуется в случае если программист хочет использовать другие функции, отличающиеся от функций, включенных в стандартный .NET-компилятор MGNAT.

## Среда разработки
Стандартным IDE для Ada Sharp является AdaGIDE. AdaGIDE — полноценная среда разработки с поддержкой таких распространенных механизмов как автоматическое переформатирование кода, подсветка синтаксиса, проверка написания, документирование и проверка расстановки скобок. Также поддерживает несколько отладчиков. Сама по себе IDE с точки зрения пользователя весьма похожа на старые IDE от Borland для языков Паскаль и C/C++.

## Поддержка .NET
A# реализован с полной поддержкой .NET. Несмотря на то, что MGNAT по умолчанию поддерживает лишь несколько библиотек (scorlib.dll, System.dll, System.Windows.Forms.dll и System.Drawing.dll), в принципе возможно использовать любую .NET-совместимую библиотеку за счет использования MSIL2Ada.

## GNAT for .NET
Компания AdaCore взяла на себя дальнейшую разработку этого языка, и в 2007 году объявила о создании проекта «GNAT for .NET» с полной поддержкой .NET и всех возможностей A#.